# 什門基
51°38′5″N 24°26′23″E / 51.63472°N 24.43972°E
什門基（烏克蘭語：Шменьки），是烏克蘭西部沃倫州的村落，由科韋利區的拉特內市鎮所轄，面積0.79平方公里，海拔高度157米，2001年人口599，人口密度每平方公里759.19人。